# فيرنارد هولينز
فيرنارد هولينز (بالإنجليزية: Vernard Hollins)‏ مواليد 23 نوفمبر 1980 في فورت واين، هو لاعب كرة سلة أمريكي سابق. يبلغ طوله 6 قدم 3 بوصة (1.9 م).

## المسيرة الاحترافية
لعب مع نادي لوفين براونشفايغ لكرة السلة في موسم 2005–2006، ثم لعب مع نادي سولنوكي أولاي لكرة السلة من سنة 2006 إلى 2008، ثم لعب مع نادي يونيون نوشاتيل لكرة السلة في سنة 2014.

## روابط خارجية
- فيرنارد هولينز على موقع كرة السلة الأوروبية.كوم (الإنجليزية)
- فيرنارد هولينز على موقع كلية كرة السلة في سبورتس رفرنس.كوم (الإنجليزية)
- فيرنارد هولينز على موقع ريلجم (الإنجليزية)